# Спортивний арбітражний суд

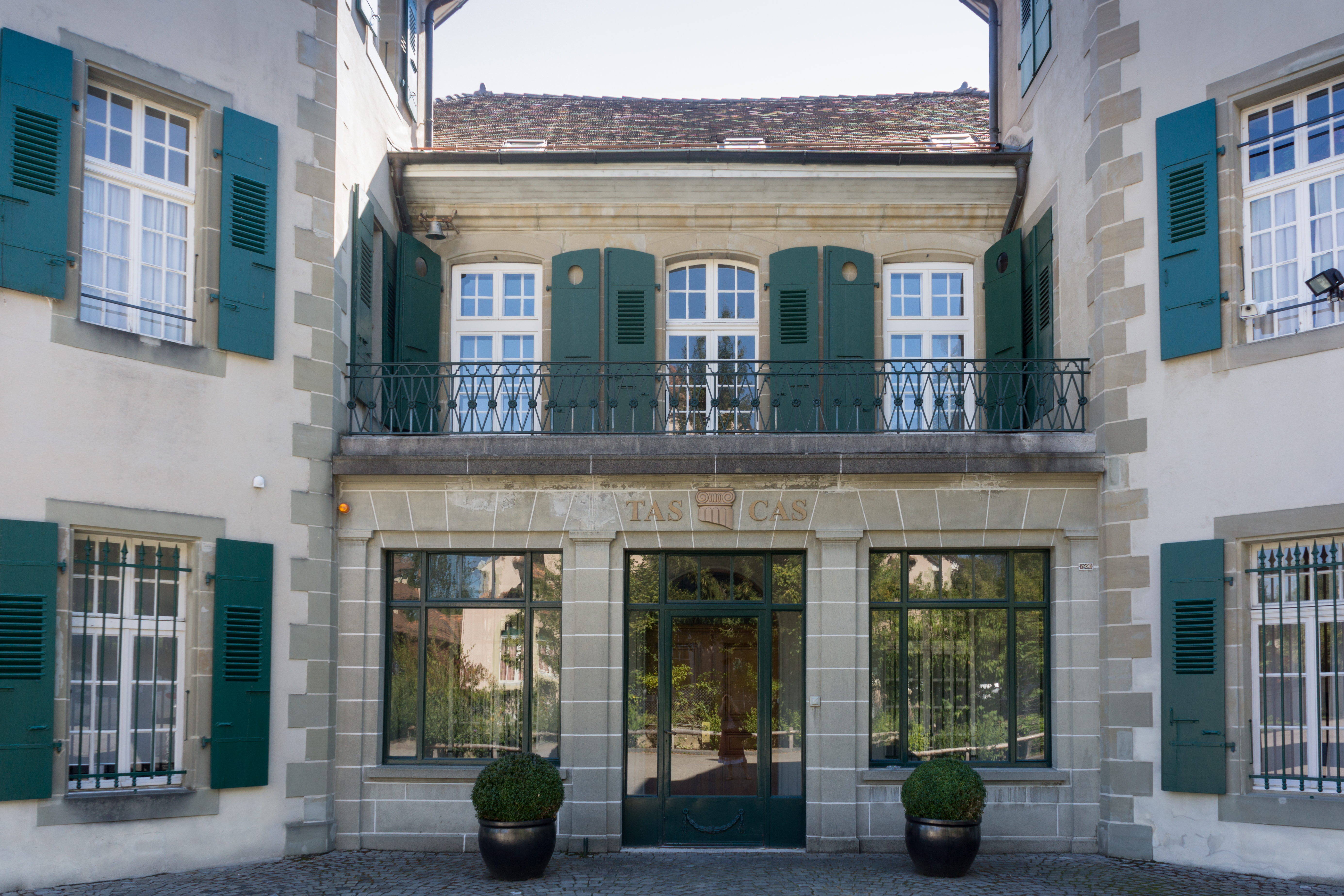
Вхід в штаб-квартиру Арбітражного суду з спорту, в Лозанні, Швейцарія

Спортивний арбітражний суд (англ. Court of Arbitration for Sport, САЅ) — міжнародна судова організація, створена для вирішення шляхом арбітражу суперечок у галузі спорту. Штаб-квартира розташована в Лозанні (Швейцарія), судові засідання відбуваються в Нью-Йорку, Сіднеї та Лозанні. Тимчасові суди створюють у поточному місті-господареві Олімпійських ігор.

## Юрисдикція
Зазвичай суперечка може бути передана в CAS тільки за наявності арбітражної угоди між сторонами, яка передбачає звернення до CAS. Однак, згідно з правилом 61 Олімпійської хартії, всі спори у зв'язку з Олімпійськими іграми, можуть розглядатись тільки в CAS і всі міжнародні федерації олімпійських видів спорту визнають юрисдикцію CAS, принаймні в деяких суперечках.
Завдяки дотриманню Всесвітнього антидопінгового кодексу 2009 року всі підписанти, включаючи всі міжнародні олімпійські федерації та національні олімпійські комітети, визнали юрисдикцію CAS у справах порушення антидопінгових правил. Починаючи з 2016 року антидопінговий підрозділ CAS розглядає випадки допінгу на Олімпійських іграх замість дисциплінарної комісії МОК. Ці рішення можуть бути оскаржені до спеціального суду CAS в місті-господареві Олімпійських ігор, або, якщо спеціальний суд більше не працює, до постійного спортивного арбітражного суду. Під час дії першого антидопінгового підрозділу розглянули вісім справ, з яких сім були випадками допінгу в межах його юрисдикції.
Завдяки тому, що CAS є швейцарською арбітражною організацією, його рішення можуть бути оскаржені до Федерального суду Швейцарії. Оскарження арбітражних рішень, як правило, не є успішним. Прийняття рішень за оскарженнями в основному ґрунтується на тому, чи були виконані процедурні вимоги, і чи не суперечить рішення державній політиці Швейцарії. Станом на березень 2012 року було сім випадків скасування рішень CAS через звернення до Федерального суду, з яких шість вирішено за процедурними питаннями і лише один раз рішення скасовано по суті справи — у випадку з Матузалем, бразильським футболістом.
Свого часу Федеральний суд Німеччини ухвалив рішення проти німецької ковзанярки Клаудії Пехштайн, визначивши відсутність юрисдикції для перегляду своєї справи. Федеральний суд Швейцарії постановив, що CAS задовольняє вимогам арбітражного суду відповідно до німецького законодавства, і що незалежність CAS від сторін забезпечується методом вибору арбітрів і можливістю оскарження до Федерального суду Швейцарії.

## Історія
У зв'язку зі взаємовпливом спорту та політики президент Міжнародного олімпійського комітету (МОК) Хуан Антоніо Самаранч запропонував орган для вирішення суперечок, що виникають під час Олімпіади. CAS створили як частину МОК у 1984 році.
У 1992 році одне з рішень CAS оскаржили у Федеральному суді Швейцарії на підставі зацікавленості CAS як підрозділу МОК. Швейцарський суд постановив, що CAS є арбітражним судом але звернув увагу на численні зв'язки між CAS і МОК.
Як відповідь у CAS пройшли реформи, щоб зробити його більш незалежним від МОКу як організаційно, так і фінансово. Найбільшою зміною було створення «Міжнародної арбітражної спортивної ради» (ICAS) для догляду замість МОК за управлінням та фінансуванням CAS.

## Рада CAS
| Позначення                               | Назва                 | Країна    |
| ---------------------------------------- | --------------------- | --------- |
| Президент                                | John Coates           | Австралія |
| Віце-президенти                          | Michael Lenard        | США       |
| Віце-президенти                          | Dr. Elisabeth Steiner | Австрія   |
| Віце-президенти                          | Antonio F. Arimany    | Іспанія   |
| Керівник плати постійних суддів          | Carole Malinvaud      | Франція   |
| Президента палати апеляційного арбітражу | Corinne Schmidhauser  | Швейцарія |
| Керівник секретаріату                    | Matthieu Reeb         | Швейцарія |

## Члени CAS
| номер | Ім'я                    | Країна     |
| ----- | ----------------------- | ---------- |
| 1.    | Abdullah Al Hayyan      | Кувейт     |
| 2.    | Tjasa Andrée-Prosenc    | Словенія   |
| 3.    | Patrick Baumann         | Швейцарія  |
| 4.    | Scott Blackmun          | США        |
| 5.    | Alexandra Brilliantova  | Росія      |
| 6.    | Miguel Cardenal Carro   | Іспанія    |
| 7.    | John Coates             | Австралія  |
| 8.    | Moya Dodd               | Австралія  |
| 9.    | Nabil Elaraby           | Єгипет     |
| 10.   | Ivo Eusebio             | Швейцарія  |
| 11.   | Michael Lenard          | США        |
| 12.   | Carole Malinvaud        | Франція    |
| 13.   | Yvonne Mokgoro          | ПАР        |
| 14.   | Ellen Gracie Northfleet | Бразилія   |
| 15.   | Göran Petersson         | Швеція     |
| 16.   | Dick Pound              | Канада     |
| 17.   | Corinne Schmidhauser    | Швейцарія  |
| 18.   | Tricia C.M. Smith       | Канада     |
| 19.   | Wilhelmina Thomassen    | Нідерланди |
| 20.   | Hanqin Xue              | Нідерланди |
| 21.   | Matthieu Reeb           | Швейцарія  |

## Приклади практики

### Допінг
У березні 2011 року CAS прийняла перше рішення, спираючись на біологічний паспорт спортсмена — дискваліфіковано двох італійських велосипедистів на основі зіставлення їхніх профілів крові за два роки.
Перед цим вирішили справу Клаудії Пехштайн на подібних підставах. Відмінність цих двох справ полягає в тому, що у випадку Пехштейн зразки крові брались представниками національної федерації спорту, а не офіційними представниками CAS чи МОК.

#### Літні Олімпійські ігри 2016 року
Спеціальний суд для Олімпіади 2016 року зареєстрував 18 справ до 3 серпня, перевершивши рекорд за два дні до церемонії відкриття. Згідно з відповідним звітом, 11 випадків були пов'язані з російськими спортсменами у справі про допінг, що фінансується державою. До кінця Ігор загальна кількість випадків склала 28, з яких 16 були пов'язані з російськими спортсменами.

### Інші випадки, не пов'язані з допінгом
- У липні 2015 року, у справі, пов'язаній з проблемою перевірки статі у спорті, CAS видала тимчасове арбітражне рішення, яке призупиняло положення, що використовувала міжнародна асоціація легкої атлетики для визначення, чи можуть спортсмени з гіперандрогенністю змагатися у професійній жіночій атлетиці. За положеннями, спортсменам з рівнем тестостерону вище 10 нмоль/л не дозволяли змагатись в жіночих категоріях. Ці положення були оскаржені індійською спринтеркою Дуті Чанд. Палата CAS наказала міжнародній асоціації легкої атлетики подати наукові докази щодо зв'язку між спортивними показниками та підвищеним рівнем тестостерону протягом двох років після видачі тимчасового рішення[18][19]. Цей термін був продовжений CAS на два місяці після угоди між сторонами. У січні 2018 року CAS призупинила справу на шість місяців, вимагаючи від асоціації уточнити, чи вона має намір замінити спірні норми новими правилами, які не вплинуть на справу Чанди. Оригінальні правила залишаються призупиненими[20][21].
- У 2006 році суд постановив, що Футбольна асоціація Гібралтару має вагомі підстави для подання заяви про приєднання до УЄФА, змушуючи організацію надати йому тимчасове членство. Проте на наступному Конгресі УЄФА Гібралтар був відкинутий голосуванням через лобіювання з боку Іспанії, незважаючи на рішення CAS[22]. У 2013 році Гібралтар став членом УЄФА. У травні 2016 року CAS частково підтримав оскарження Гібралтаром рішення ФІФА про відмову в членстві. Суд не надав членства, але постановив, що ФІФА повинна надати повне членство якомога швидше[23]. Гібралтар отримав членство на з'їзді ФІФА, який відбувся в тому ж місяці[24].
- У 2010 році Ірландська футбольна асоціація (Північна Ірландія) звернулася до CAS після того, як ФІФА не перешкодила Футбольній асоціації Ірландії (FAI, Республіка Ірландія) приймати народжених у Північній Ірландії гравців, які не мали родинних зв'язків з Республікою[25]. CAS винесла рішення на користь FAI та ФІФА, підтвердивши, що вони діяли за правилами[26].